# Carlos Baltazar
Carlos Alberto Baltazar Agraz (Guadalajara, 24 de febrero de 1997) es un futbolista mexicano  que se desempeña en la demarcación de mediocampista en el Celaya F.C. de la Liga de Expansión MX.

## Trayectoria
Inició jugando en Atotonilco FC, jugando 36 juegos y anotando 6 goles. Para el Apertura 2014 se incorpora a las fuerzas básicas de los Leones Negros de la U de G y fue subiendo de categoría hasta debutar en Liga de Ascenso el 28 de octubre de 2017, en la derrota de su equipo 2-0 visitando al Club Atlético Zacatepec. Su primer gol como profesional lo anotó el 1 de abril de 2018, cuando su equipo derrotó 2-0 al Atlético de San Luis. 
El 22 de diciembre de 2022 se anunció su llegada al Club Puebla de la Primera División de México.

## Estadísticas

### Clubes
| Club                     | País   | Año             |
| ------------------------ | ------ | --------------- |
| Leones Negros de la UdeG | México | 2014 - 2022     |
| Club Puebla              | México | 2022 - presente |
| → Celaya F.C.            | México | 2024 - presente |